# 부로스시

부로스 시의 위치

부로스시(스페인어: Buroz)는 베네수엘라 미란다 주의 지방 자치체로 행정 중심지는 맘포랄이며 면적은 198km2, 인구는 25,755명(2007년 기준)이다.